# Gostkowo (powiat bytowski)
Gostkowo (kaszub. Gòstkòwò; niem. Gross Gustkow) – wieś kaszubska w Polsce, położona w województwie pomorskim, w powiecie bytowskim, w gminie Bytów, na Pojezierzu Bytowskim, na południowych obrzeżach Parku Krajobrazowego Dolina Słupi, przy trasie drogi wojewódzkiej nr 212. Siedziba sołectwa Gostkowo, w którego skład wchodzą również Zbysław i Sarniak (28 mieszkańców).
W latach 1954–1957 wieś należała i była siedzibą władz gromady Gostkowo, po zmianie siedziby i nazwy gromady w gromadzie Bytów. W latach 1975–1998 wieś administracyjnie należała do województwa słupskiego.
Znajduje się tu placówka Ochotniczej Straży Pożarnej. W kierunku północnym od Gostkowa znajduje się rezerwat Gołębia Góra.

## Integralne części wsi
| SIMC    | Nazwa   | Rodzaj     |
| ------- | ------- | ---------- |
| 0740990 | Zbysław | przysiółek |

## Zabytki
Według rejestru zabytków NID na listę zabytków wpisany jest zespół pałacowy z XIX w., nr rej.: A-253 z 19.03.1960: pałac klasycystyczny z początku XIX w. przebudowany ok. 1850 i park. We wsi ryglowa kuźnia.